# Albina
Albina est une ville du Suriname, capitale du district du Marowijne. 

## Situation
Les communes limitrophes sont  .
La ville se situe à l'Est du pays, sur la rive gauche du fleuve Maroni marquant à cet endroit la frontière entre la France et le Suriname, en face de la ville guyanaise de Saint-Laurent-du-Maroni, à laquelle elle est reliée par un ferry, la Gabrielle. De nombreuses pirogues permettent aussi de traverser le fleuve. 
La capitale du pays, Paramaribo, que l'on peut rejoindre en autocar, est située à 150 km.

## Histoire
Fondée en 1846 par la caporal allemand August Kappler  (de). Albina a subi des dégâts importants lors de la guerre civile des années 1980 et 1990.

## Tourisme
À partir d'Albina, il est possible de se rendre en pirogue vers Galibi. Le voyage sur l'eau dure environ une heure et demie. Le village de Galibi possède une petite plage et un magasin pour les touristes. Le principal intérêt sur place est l'observation de la ponte des tortues marines. Ces tortues viennent de partout dans le monde pour pondre leurs œufs au Suriname. Elles viennent d'endroits comme le Costa Rica mais aussi de l'Australie. Les tortues voyagent des années pour atteindre leur but. La reproduction des tortues est menacée par les braconniers qui collectent les œufs pour les vendre sur le marché.
La ville possède un aérodrome, l'Aérodrome d'Albina (code AITA : ABN).